# Yasuhiro Yoshida
Yasuhiro Yoshida (jap. 吉田 康弘 Yoshida Yasuhiro; ur. 14 lipca 1969) – japoński piłkarz występujący na pozycji pomocnika.

## Kariera klubowa
Od 1992 do 2010 roku występował w klubach Kashima Antlers, Shimizu S-Pulse, Sanfrecce Hiroszima, FC Gifu i Fujieda MYFC.